# Ачеканка
Ачеканка — деревня в Убинском районе Новосибирской области. Входит в состав Орловского сельсовета.

## География
Площадь деревни — 22 гектаров.

## Население
| 2002 | 2007 | 2010 | 2019 | 2021 | 2024 |
| ---- | ---- | ---- | ---- | ---- | ---- |
| 47   | ↘42  | ↘40  | ↘29  | ↘27  | ↘24  |

## Инфраструктура
В деревне по данным на 2007 год отсутствует социальная инфраструктура. На 2023 год в деревне четыре жилых дома.